# Heterixalus andrakata
Espèce
Statut de conservation UICN

 LC  : Préoccupation mineure
Heterixalus andrakata est une espèce d'amphibiens de la famille des Hyperoliidae.

## Répartition
Cette espèce est endémique de Madagascar. Elle se rencontre jusqu'à 500 m d'altitude dans le nord de l'île aux alentours de la montagne des Français et entre Sambava et Andapa,.

## Publication originale
- Glaw & Vences, 1991 : Ein neuer Heterixalus aus Madagaskar (Amphibia, Anura, Hyperoliidae). Acta Biologica Benrodis, vol. 3, p. 197-201 (texte intégral).